# Stepen
Stepen je naseljeno mjesto u općini Gacko, Republika Srpska, BiH.
Selo se nalazi u Cerničkom polju.

## Stanovništvo

### 1991.
Nacionalni sastav stanovništva 1991. godine, bio je sljedeći:
ukupno: 83
- Srbi - 83 (100%)

### 2013.
Nacionalni sastav stanovništva 2013. godine, bio je sljedeći:
ukupno: 81
- Srbi - 81 (100%)